# Historiebogen
Historiebogen er en dansk serie af undervisningsfilm i ni afsnit fra 1974 instrueret af Jannik Hastrup og Li Vilstrup.

## Afsnit
| # | Titel                                   | Første sendedag |
| --- | --------------------------------------- | --------------- |
| 1 | "Et flakkende lys i mørket"             | 17. juli 1974   |
| Første "bind" af Historiebogen handler om Middelalderens Europa med små isolerede samfund - med de besiddende (godsejere, præsteskab) og de jordløse (bønder, håndværkere) - og købmændene, der opbygger deres kapital ved at købe billigt af araberne og sælge dyrt til jordejerne i de europæiske småsamfund. Købmændene fra Venedig holder alle konkurrenter borte - og derfor begiver portugisiske købmænd sig ud for at finde en anden vej til Indien, søvejen om Afrika. |                                         |                 |
| 2 | "I daggryet trodses alle farer"         | 17. juli 1974   |
| Andet "bind" af tegnefilmen »Historiebogen«. Det lykkes Vasco da Gama at finde søvejen syd om Afrika til Indien og komme velbeholden tilbage til Portugal. På Afrikas østkyst lægger han ind til rige handelsbyer, man aldrig har hørt om i Europa. I de afrikanske og indiske byer er det vanskeligt for portugiserne at bytte sig til de ønskede varer. De har ikke noget af værdi at give i bytte. Alligevel betaler rejsen sig godt, og næste gang portugiserne kommer til disse rige byer, er det med skibe lastet med kanoner, geværer og soldater, og med magt tiltvinger de sig nu herredømmet over hele handelen i Det indiske Ocean. I Sydamerika erobrer portugiserne og spanierne bl.a. Inkariget, Mayariget og Aztekerriget. Overalt plyndrer og underkuer de den oprindelige befolkning og fører deres rigdomme til Europa. |                                         |                 |
| 3 | "Fremtiden er lys ... for nogen"        | 17. juli 1974   |
| Nu strømmer rigdommene til Europa, men købmændene, der skal afsætte varerne, afkræves told, bropenge og andre udgifter af småfyrsterne. De føler sig brandskattede og ser sig om efter støtte i deres kamp mod fyrsterne. Denne støtte finder de i kongen - jordejeren over alle jordejere. Kongen er også interesseret i at knuse fyrsternes magt og blive enehersker. Købmændene forsyner kongen med våben og penge til soldaternes sold. Gennem det 14. og 15. århundrede raser krigene over det meste af Europa; købmændene og jordejerne slås om magten. Krigene resulterer i kongens sejr over småfyrsterne, og de første egentlige nationalstater dannes. Told og andre afgifter ophæves inden for enkeltstaternes grænser. |                                         |                 |
| 4 | "Blodige forberedelser"                 | 17. juli 1974   |
| Den 3. august 1562 sejler John Hawkins med tre skibe fra London med kurs mod syd. Slavehandelen på Afrikas vestkyst er begyndt. Andre lande følger hurtigt efter, alle tjener de på menneskehandelen. Byer og forter anlægges langs kysten, og sorte slavejægere sælger deres landsmænd til europæerne for geværer og bomuldstøj. Slaverne sejles, tæt pakket i lasten på skibene, til Amerika, hvor de sælges til plantageejerne. I Amerika lastes skibene med sukker, tobak, bomuld, kaffe og krydderier, alt sammen ting, der kan sælges dyrt i Europa. |                                         |                 |
| 5 | "Triumfens symfoni"                     | 13. august 1974 |
| Perioden fra midten af det 18. århundrede til hen imod slutningen af det 19. Industrialismens gennembrud er en triumf for arbejdsgiverne. For håndværkere og bønder er det en tragedie. Men den industrielle udvikling viser sig også at være en tragedie for mange "kapitalister". |                                         |                 |
| 6 | "Midlertidige løsninger på problemerne" | 13. august 1974 |
| Krisen inden for industrien begynder i 1873 og breder sig til alle industrilandene, arbejderne sættes på gaden uden arbejde, løn og mad. De samles til møder og danner socialistiske fagforeninger og partier. Karl Marx skriver sammen med Friedrich Engels det kommunistiske manifest 1848, og 1. Internationale oprettes 1864. Henry Morton Stanley vender tilbage fra opdagelsesrejser i Afrika, og kapitalisterne finder her en midlertidig løsning på krisen. Her er råvarer, billig arbejdskraft og et marked for den europæiske overskudsproduktion. Hver tager sin bid, grænser trækkes, Afrika deles op i kolonier. Også på anden måde finder kapitalen sammen, der dannes truster og karteller, eller nogle bliver så mægtige, at de kan danne monopol.                                                                        |                                         |                 |
| 7 | "Tusmørket sænker sig"                  | 13. august 1974 |
| De to verdenskrige, revolution i Rusland, der er endt med statskapitalisme, mellemkrigstiden med arbejdsløshed, nazisme og fascisme, efterkrigstiden med kold krig i Europa og russisk beherskelse af Østeuropa samt kulturrevolutionen i Kina. |                                         |                 |
| 8 | "Natten er dyster"                      |                 |
| Uro og oprør i kolonierne præger tiden efter Anden Verdenskrig. De gamle kolonimagter må give op, kolonierne bliver selvstændige stater, men mangler bl.a. kapital og uddannelse; de er stadig afhængige af andre. De rige lande giver ulandshjælp, men på deres egne betingelser. Alle vegne støder de nye stater på vanskeligheder - de skal klare sig mod monopoler, fællesmarked, verdensbank, multinationale selskaber osv. |                                         |                 |
| 9 | "Ny morgenrøde"                         |                 |
| I et interview optaget tre uger før magtskiftet i Portugal i april 1974 fortæller Gil Fernandes, P.A.I.G.C. om den portugisiske koloni Guinea Bissau og dannelsen af frihedsbevægelsen P.A.I.G.C. Real- og tegnefilm illustrerer forholdene og udviklingen i kolonien op til april 1974. |                                         |                 |